# Simon Carcagno
Simon Carcagno (ur. 22 marca 1976 w Princeton) – amerykański wioślarz.

## Osiągnięcia
- Mistrzostwa Świata – Sewilla 2002 – dwójka bez sternika wagi lekkiej – 5. miejsce[1].
- Mistrzostwa Świata – Mediolan 2003 – dwójka bez sternika wagi lekkiej – 3. miejsce[1].
- Mistrzostwa Świata – Banyoles 2004 – dwójka bez sternika wagi lekkiej – 8. miejsce[1].
- Mistrzostwa Świata – Gifu 2005 – czwórka bez sternika wagi lekkiej – 9. miejsce[1].
- Mistrzostwa Świata – Eton 2006 – czwórka bez sternika wagi lekkiej – 9. miejsce[1].
- Mistrzostwa Świata – Monachium 2007 – dwójka bez sternika wagi lekkiej – 10. miejsce[1].
- Mistrzostwa Świata – Linz 2008 – ósemka wagi lekkiej – 1. miejsce[1].